# Mycetia coriacea
Mycetia coriacea är en måreväxtart som först beskrevs av Stephen Troyte Dunn, och fick sitt nu gällande namn av Elmer Drew Merrill. Mycetia coriacea ingår i släktet Mycetia och familjen måreväxter. Inga underarter finns listade i Catalogue of Life.